# Omicron Scorpii
Pour les articles homonymes, voir Omicron et Alniyat.
Désignations
Omicron Scorpii (ο Scorpii / ο Sco) est une étoile géante bleue (type A) de la constellation du Scorpion. Elle partage avec σ Scorpii et τ Scorpii les noms de Al Niyat et de Alniyat[réf. nécessaire].